# Caturi
Caturi ou Catur (Katur(i)) foi um maí (rei) do Império de Canem da dinastia dugua ou Bani Ducu que alegadamente governou por 250 ou 300 anos (talvez no século IX, segundo a Sociedade do Museu de Borno) Foi antecedido por seu pai Archu e sucedido por seu filho Biuma. faleceu em Caicam (Kaikam) ou Caigam (Kaigam), também designada Caluana (Kaluwana), Curnaua (Kurnawa) e Culuane (Kuluwan), e que os Sociedade do Museu de Borno afirma estar próximo de Dagana; é descrito no Girgam como local de muitas árvores kurna.